# JMEV Yi
JMEV Yi – elektryczny samochód osobowy klasy kompaktowej produkowany pod chińską marką JMEV od 2022 roku.

## Historia i opis modelu

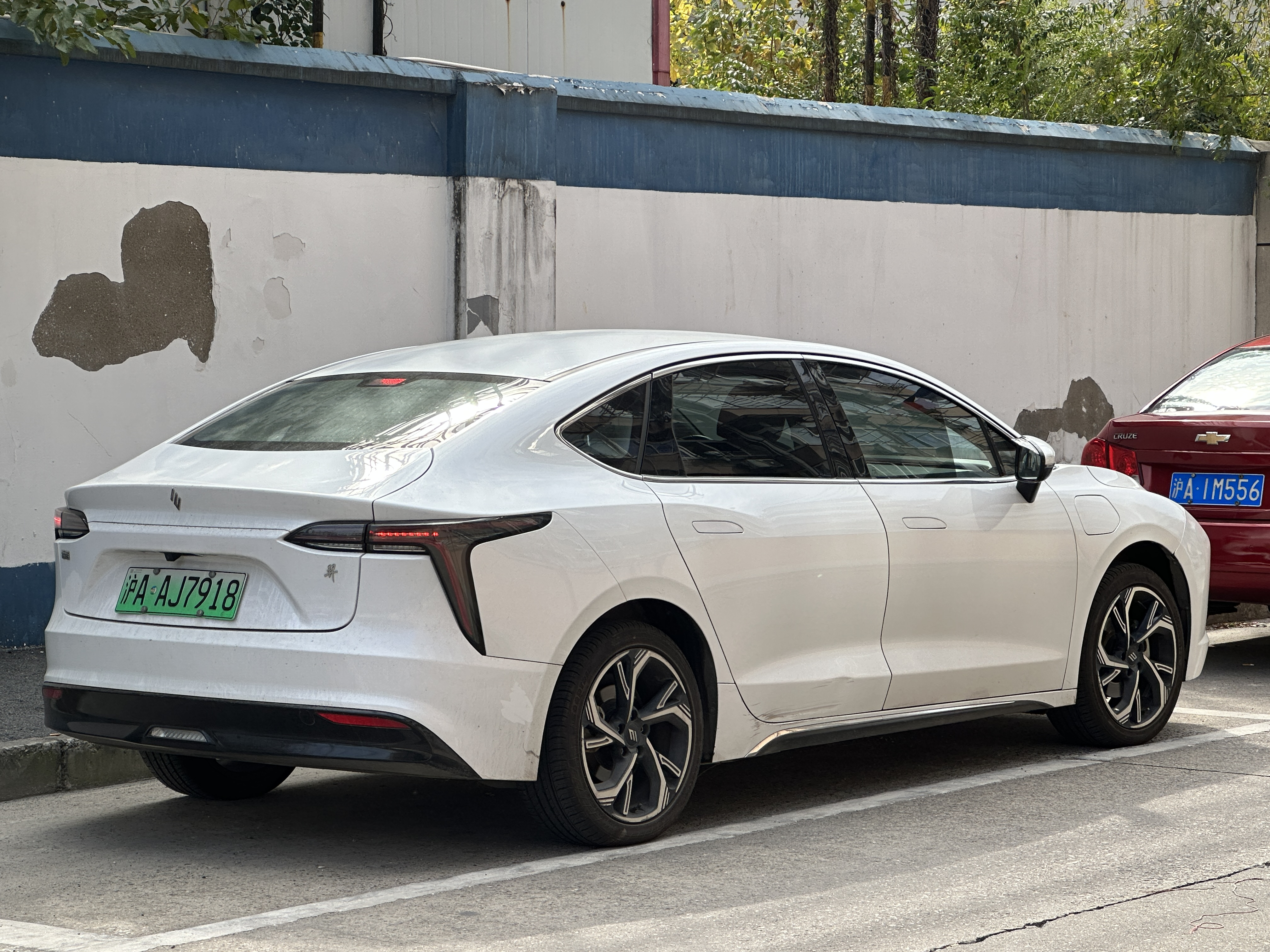
JMEV Yi - tył

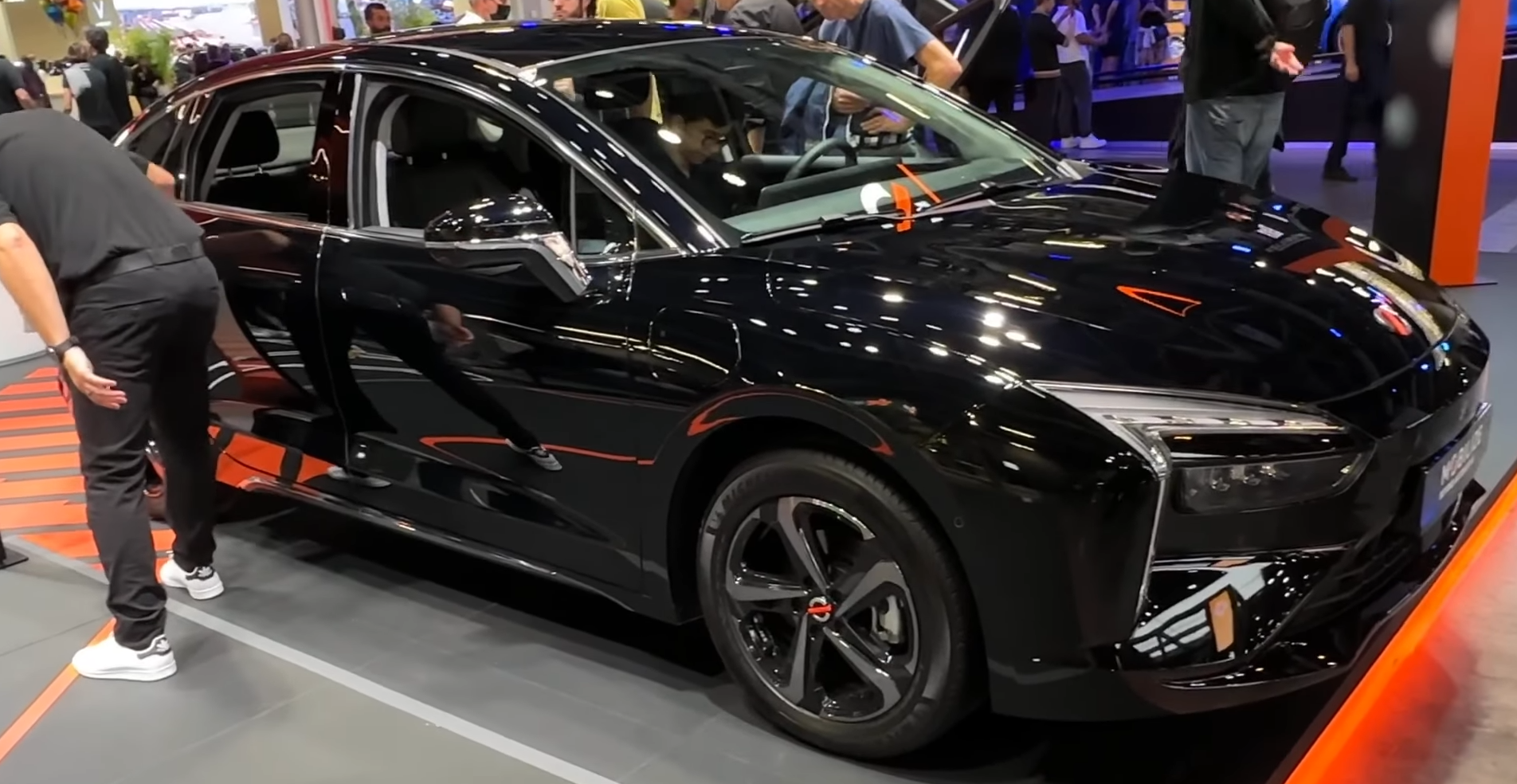
europejskie Mobilize Limo

W sierpniu 2023 chińska firma JMEV, współtworzona przez rodzimy koncern JMCG i francuskie Renault, przedstawiła trzeci model w swojej gamie w pełni elektrycznych samochodów. JMEV Yi przyjęło postać kompaktowego, 4-drzwiowego sedana, z sylwetką bogatą w ostre linie i strzeliste krawędzie, z łagodnie opadającą linią dachu. Szpiczasty przód przyozdobiły dwurzędowe reflektory, z kolei tylne lampy przyjęły postać trójramiennych, podwójnych bumerangów. 
Kabina pasażerska została zaaranżowana pod kątem jak najobszerniejszego drugiego rzędu siedzeń, aby mogły tam zmieścić się trzy dorosłe osoby. Wnętrze pokryto sztuczną skórą, mającą zapewniać ładne czyszczenie, z kolei fotel kierowcy wyposażono w rozbudowaną elektryczną regulację. Kokpit o prostym wzornictwie zyskał zestaw zespolonych, dwóch wyświetlaczy pełniących kolejno funkcję zestawu cyfrowych zegarów o przekątnej 10,25 cala oraz 12,3 calowego dotykowego ekranu centralnego systemu multimedialnego.

### Sprzedaż
Pod nazwą JMEV Yi samochód trafił do sprzedaży wyłącznie na rodzimym rynku chińskim, gdzie debiut rynkowy i sprzedaż rozpoczęły się we wrześniu 2021 roku. Równolegle zadebiutował także europejski wariant modelu, firmowany marką Mobilize współwłaściciela joint-venture JMEV – francuskiego koncernu Renault. Jako Mobilize Limo samochód trafił do sprzedaży wyłącznie o korporacjach taksówkarskich w Europie Zachodniej. Samochód nie zdobył oczekiwanej popularności, znikając ze sprzedaży w Europie na początku 2024 roku. W marcu 2024 rosyjski producent kontraktowy Awtotor rozpoczął produkcję i sprzedaż pod nowo powstałą własną marką AmberAwto jako AmberAwto A5, pierwszą partię kierując do lokalnej floty taksówek w Królewcu.

### Dane techniczne
JMEV Yi jest samochodem w pełni elektrycznym, do którego napędu wykorzystany został silnik elektryczny o mocy 150 KM z 140 km/h elektronicznie ograniczonej prędkości maksymalnej. Zastosowana została ponadto bateria o pojemności 60 kWh, która pozwoliła na przejechanie na jednym ładowaniu do 450 kilometrów według europejskiego cyklu pomiarowego WLTP.